# Michel Wuyts
Michel Wuyts (Leuven, 22 december 1956) is een Belgisch journalist, commentator, schrijver en schrijver over de wielersport. Sinds 1 februari 2022 werkt hij voor DPG Media. 

## Biografie
Wuyts studeerde pedagogische wetenschappen aan de Katholieke Universiteit Leuven. Na zijn studie werd hij in de periode 1980-1988 leerkracht aan de Katholieke Normaalschool te Tienen. Van 1988 tot 1993 was hij schooldirecteur in Schaffen bij Diest. In 1993 werd hij journalist bij de sportredactie van de Vlaamse Radio- en Televisieomroeporganisatie (VRT).
Wuyts was vooral bekend als wielercommentator bij de VRT. Hij nam onder andere de Ronde van Frankrijk, het wereldkampioenschap en de meeste klassiekers voor zijn rekening, meestal samen met José De Cauwer en soms met Karl Vannieuwkerke. In het veldrijden gaf hij meestal commentaar samen met oud-wereldkampioen Paul Herygers.
Op 21 februari 2012 werd Michel Wuyts opgenomen in de Confrérie van het Ezelskruisje te Kuurne als erkenning omwille van zijn voorliefde voor Kuurne-Brussel-Kuurne, een van de eerste voorjaarsklassiekers. Hij vertoeft er in het gezelschap van onder anderen Herman De Croo, Marijn Devalck, Piet Huysentruyt.
Tussen eind 2012 en begin 2015 bracht Michel Wuyts samen met liedjesmaker-gitarist Geert Vandenbon de theaterproductie Planeet Koers, een vertelavond over wielrennen. In het theaterseizoen 2016-2017 hernieuwden ze hun samenwerking in de productie Dag & Nacht Koers. In de daaropvolgende theaterseizoenen bleven ze de voorstelling spelen. In Vlaanderen, af en toe ook in Nederland. Inmiddels staat de teller op meer dan 100 vertoningen in de Vlaamse culturele centra en schouwburgen.
Wuyts ging in 2021 met pensioen, en werkte voor de VRT tot en met het WK Veldrijden eind januari 2022. Nadat hij vanwege het bereiken van de pensioenleeftijd van 65 jaar niet langer bij de VRT kon werken, ging hij vanaf februari 2022 aan de slag bij DPG Media (Het Laatste Nieuws, VTM). Hierbij zal hij Milaan-San Remo en de Ronde van Lombardije, naast de acht Ethias-crossen van commentaar voorzien. In 2022 was hij de stem van het programma Spartacus Run op VTM.

## Televisie
- Spartacus Run (2022) - voice-over
- Vrede op aarde (2021) - als gast
- Geub (2019) - als zichzelf
- F.C. De Kampioenen (2007) - als zichzelf
- Vlaanderen Vakantieland (2002) - als reporter

## Bibliografie

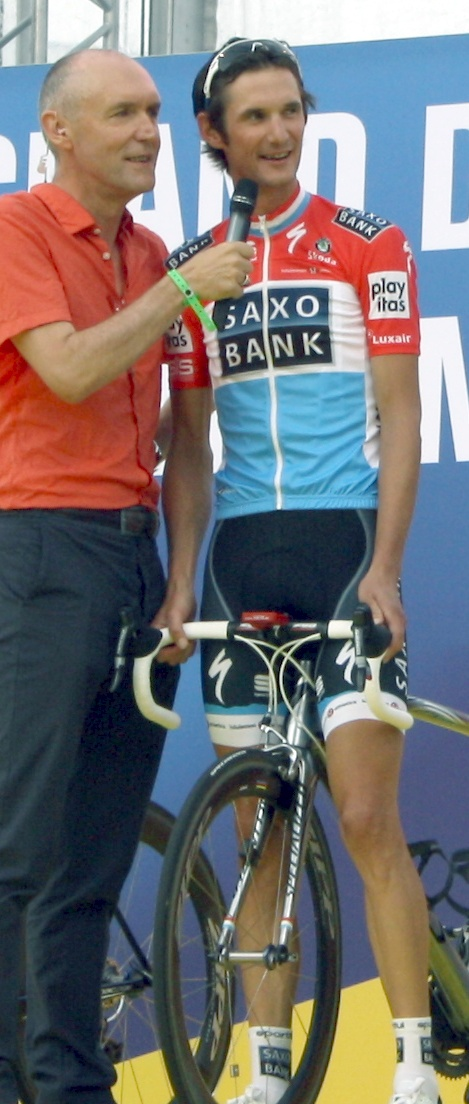
Michel Wuyts en wielrenner Fränk Schleck in 2010